# Dorodango
 (juin 2024).
Si vous disposez d'ouvrages ou d'articles de référence ou si vous connaissez des sites web de qualité traitant du thème abordé ici, merci de compléter l'article en donnant les références utiles à sa vérifiabilité et en les liant à la section « Notes et références ».

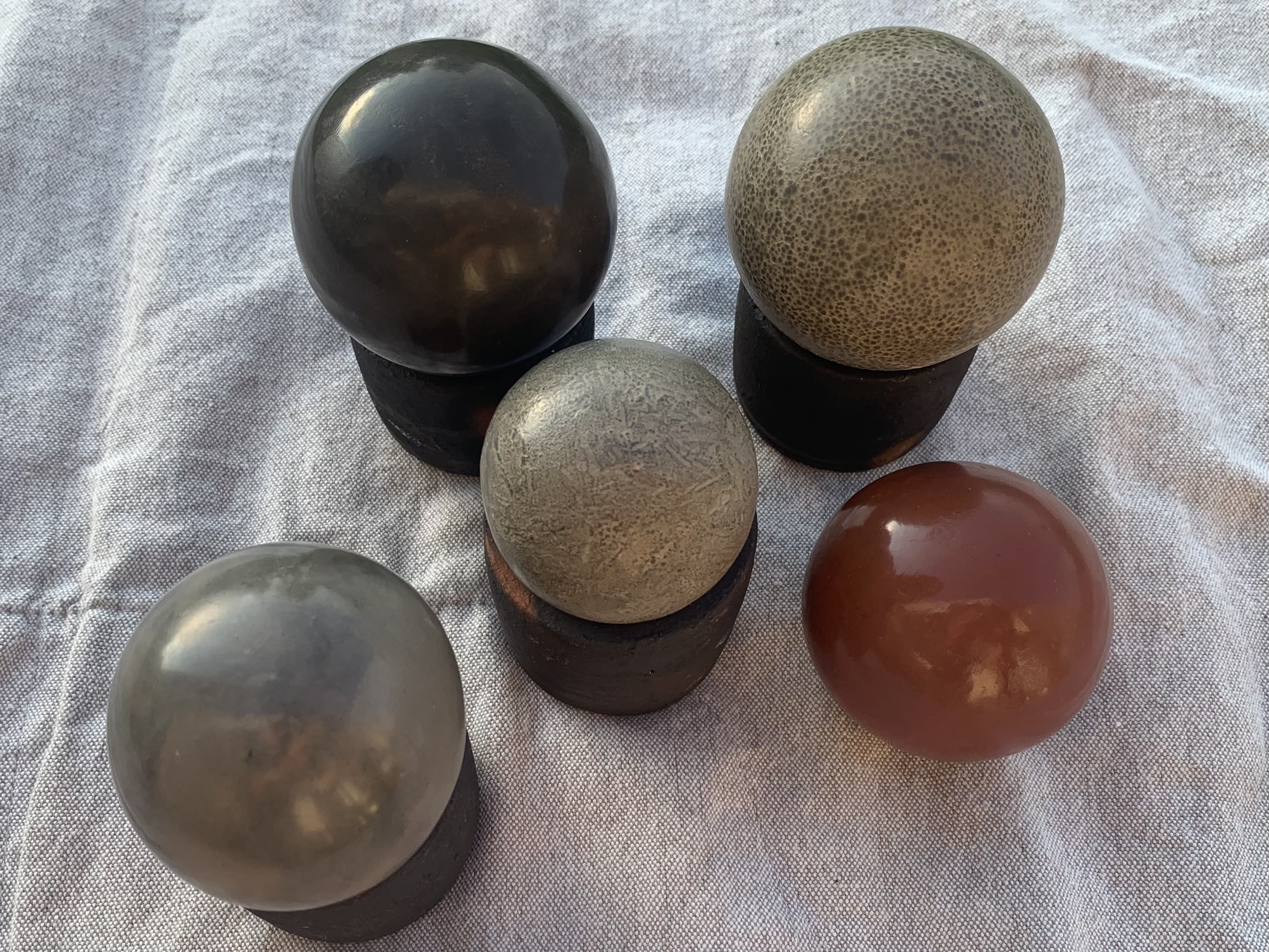
Dorodangos fabriqués avec une variété d'argile et différentes techniques.

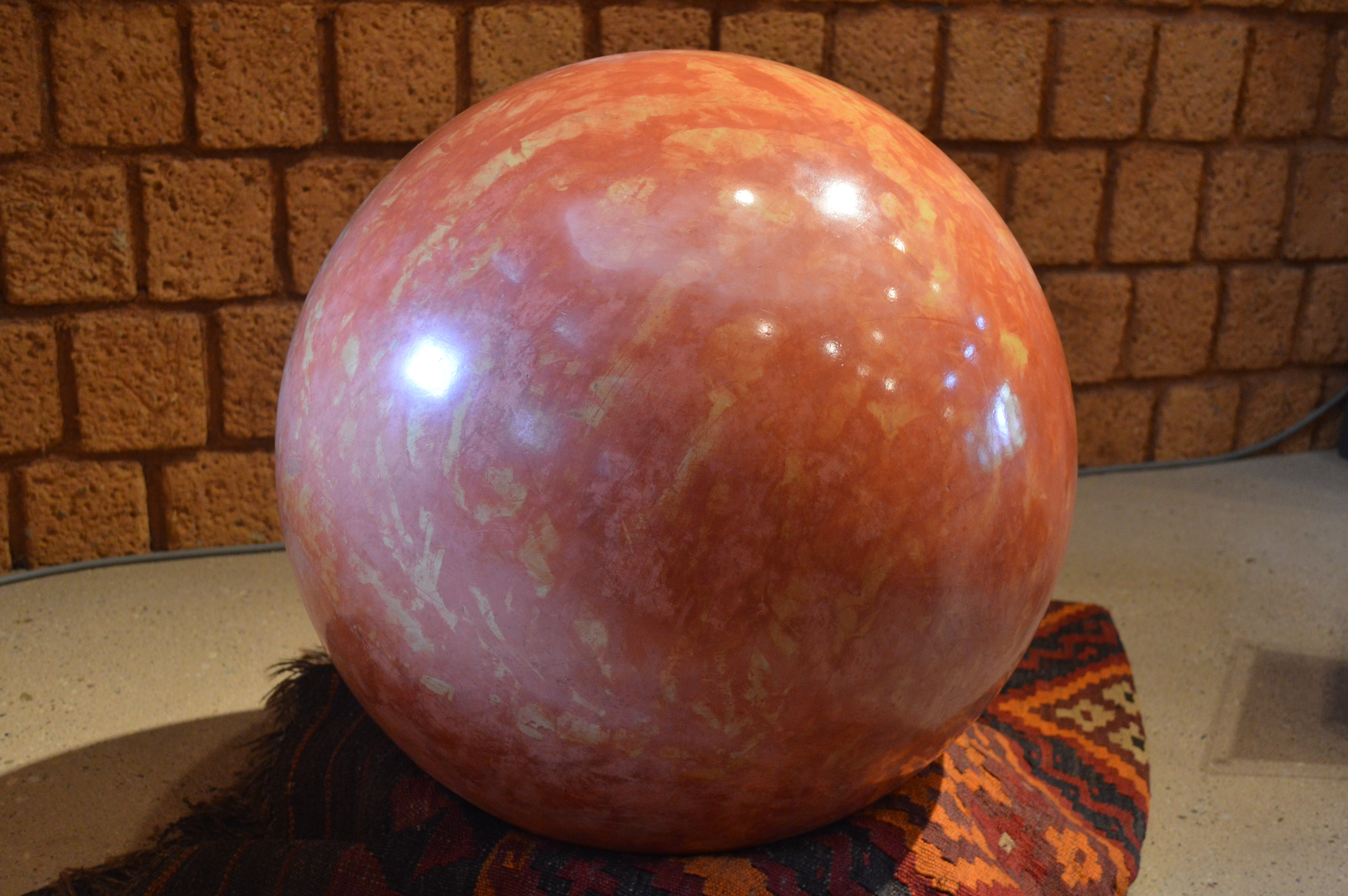
Le plus grand dorodango du monde (diamètre de 54 cm ou 21 po).

Le dorodango (泥だんご, litt. « boulette de boue ») est une forme d'art japonais dans laquelle la terre et l'eau sont combinées et moulées, puis soigneusement polies pour créer une sphère délicate et brillante ressemblant à une boule de billard.

## Étymologie
Le terme dorodango (泥だんご) est dérivé des mots japonais doro (泥, litt. « boue ») et dango (だんご, un type de boulette ronde créée à partir de farine de riz pressée).

## Technique

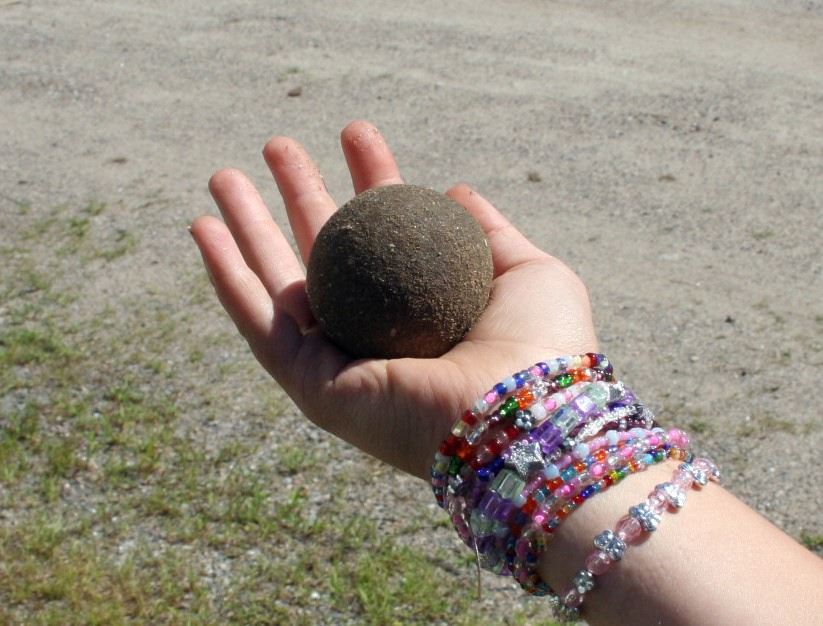
Un dorodango à un stade précoce. Dans ce cas, le manque de brillance est dû au fait qu’il n’a pas encore été poli avec de fines particules de poussière.

Fabriquer le « dorodango de base » est un passe-temps traditionnel pour les écoliers.
Plus récemment, le procédé a été affiné pour devenir l'art du dorodango (光る泥だんご) hikaru (« brillant »), qui présente une surface brillante. Différentes techniques peuvent être utilisées. Dans toutes les méthodes, le noyau de la boule est constitué de boue de base, soigneusement modelée à la main pour être aussi ronde que possible. Ce noyau est laissé sécher, puis méthodiquement et soigneusement saupoudré de terre finement tamisée pour l’entourer d’une croûte de plusieurs millimètres d'épaisseur. Cette étape peut être répétée plusieurs fois, avec des grains de terre de plus en plus fins afin de créer une surface lisse et brillante. Un chiffon peut ensuite être utilisé pour polir délicatement la surface. Une fois terminé, le dorodango peut ressembler à une sphère de pierre polie, mais il est encore très fragile. Le processus nécessite plusieurs heures et une attention particulière afin de ne pas casser la boule.

## Dans la culture populaire

### DansLe Cycle de l'Héritagede Christopher Paolini
Dans la série de romans de Christopher Paolini, Le Cycle de l'Héritage, le protagoniste Eragon assiste à une tradition naine où Orik, le roi des nains, fabrique un erôthknurl. Ce processus est très similaire à celui du dorodango.

### DansMythBusters
Dans l'épisode End with a Bang (épisode 113) de la série MythBusters diffusée sur Discovery Channel le 12 novembre 2008, les animateurs Adam Savage et Jamie Hyneman utilisent la technique du dorodango pour créer des sphères brillantes à partir d'excréments. Ils ont mesuré la brillance des dorodangos qu'ils ont fabriqués, atteignant respectivement 106 unités de brillance pour celui de Savage (utilisant des excréments d'autruche) et 183 unités pour celui de Hyneman (utilisant des excréments de lion), démontrant ainsi la possibilité de polir des excréments contrairement au mythe populaire.

### DansYour Lie in April
Dans l'épisode 14, Footsteps, de l'animé Your Lie in April, le personnage Tsubaki Sawabe façonne un dorodango pour le montrer au protagoniste Kousei dans un flashback. Cependant, elle n'a pas l'occasion de le lui montrer, symbolisant ses sentiments pour lui à l'époque et aujourd'hui.

### DansStory of Seasons: Friends of Mineral Town
Dans ce jeu vidéo, Popuri offre au personnage principal un dorodango comme cadeau.